# 동서대로 (대전)
동서대로(東西大路, Dongseo-daero)는 대전광역시 유성구 구암동 덕명네거리와 대덕구 비래동 대전 나들목을 잇는 대전광역시의 도로이다.

## 연혁
- 2009년 7월 14일 : 2개 이상 자치구에 걸쳐있는 도로로 동서대로를 고시[1]
- 2013년 10월 22일 : 대전광역시 유성구 원신흥동 ~ 서구 내동 1.82 km 구간 신설 개통[2]

## 주요 경유지
대전광역시
- 유성구 (구암동 · 덕명동 · 계산동 · 학하동 · 용계동 · 학하동 · 용계동 · 원신흥동) - 서구 (도안동 · 월평동 · 변동 · 내동 · 변동 · 가장동) - 중구 (태평동 · 오류동 · 용두동 · 목동 · 선화동 · 중촌동) - 동구 (삼성동 · 홍도동 · 성남동 · 용전동 · 가양동) - 대덕구 (송촌동 · 비래동)

## 노선
| 이름                          | 접속 노선                                                 | 소재지        | 소재지              | 비고          |
| 한밭대로 직결                 | 한밭대로 직결                                             | 한밭대로 직결 | 한밭대로 직결       | 한밭대로 직결 |
| ----------------------------- | --------------------------------------------------------- | ------------- | ------------------- | ------------- |
| 덕명네거리                    | 국도 제32호선 (현충원로) 대전광역시도 제50호선 (한밭대로) | 대전광역시    | 유성구              |               |
| 구덕교                        |                                                           | 대전광역시    | 유성구              |               |
| 한밭대삼거리                  |                                                           | 대전광역시    | 유성구              |               |
| 수통골삼거리                  | 대전광역시도 제284호선 (학하중앙로)                       | 대전광역시    | 유성구              |               |
| 화산교                        | 수통골로 동서대로189번길 학하서로77번길                   | 대전광역시    | 유성구              |               |
| (미개통)                      | 학하로                                                    | 대전광역시    | 유성구              | 미개통 구간   |
| 학하동                        | 유성대로                                                  | 대전광역시    | 유성구              |               |
| 진잠교                        |                                                           | 대전광역시    | 유성구              |               |
| 도안네거리 (도안지하차도)     | 도안대로                                                  | 대전광역시    | 유성구              |               |
| (위더스타워)                  | 원신흥남로                                                | 대전광역시    | 유성구              |               |
| (위더스타워)                  | 원신흥남로                                                | 대전광역시    | 북: 유성구 남: 서구 |               |
| 옥녀봉네거리 (옥녀봉지하차도) | 도안동로                                                  | 대전광역시    |                     |               |
| 도안대교                      |                                                           | 대전광역시    |                     |               |
| 서구                          |                                                           | 대전광역시    |                     |               |
| 도솔터널                      |                                                           | 대전광역시    | 연장 720m           |               |
| 도솔네거리                    | 신갈마로 변동서로6번길                                    | 대전광역시    |                     |               |
| 안골네거리                    | 배재로 대덕대로                                           | 대전광역시    |                     |               |
| 내동네거리                    | 도솔로                                                    | 대전광역시    |                     |               |
| 대전내동초등학교              | 내동중로                                                  | 대전광역시    |                     |               |
| 변동오거리                    | 도산로 중반5길                                            | 대전광역시    |                     |               |
| 가장교오거리                  | 대전광역시도 제15호선 (갈마로) 유등로                     | 대전광역시    |                     |               |
| 가장교                        |                                                           | 대전광역시    |                     |               |
| 중구                          |                                                           | 대전광역시    |                     |               |
| (가장교 동단)                 | 유등천동로                                                | 대전광역시    |                     |               |
| 태평오거리                    | 태평로 대전광역시도 제33호선 (유천로)                     | 대전광역시    |                     |               |
| 태평네거리                    | 대전광역시도 제17호선 (수침로)                            | 대전광역시    |                     |               |
| 태평지하차도                  |                                                           | 대전광역시    |                     |               |
| 오류네거리                    | 오류로                                                    | 대전광역시    |                     |               |
| 오룡역네거리                  | 국도 제32호선 (계룡로)                                    | 대전광역시    |                     |               |
| 충남여중삼거리                | 대전광역시도 제34호선 (목동로)                            | 대전광역시    |                     |               |
| 목동네거리                    | 목중로 선화서로                                           | 대전광역시    |                     |               |
| 중촌네거리                    | 대종로                                                    | 대전광역시    |                     |               |
| 현암교                        | 대전천서로                                                | 대전광역시    |                     |               |
| 현암교                        | 대전천북로                                                | 대전광역시    | 동구                |               |
| 삼성동성당네거리              | 태전로                                                    | 대전광역시    | 동구                |               |
| 삼성오거리                    | 국도 제17호선 (대전로) 현암로                             | 대전광역시    | 동구                |               |
| 홍도지하차도                  |                                                           | 대전광역시    | 동구                |               |
| 용전네거리                    | 계족로                                                    | 대전광역시    | 동구                |               |
| 대전복합터미널                | 동서대로1695번길                                          | 대전광역시    | 동구                |               |
| 가양동                        | 가양로                                                    | 대전광역시    | 동구                |               |
| 동부네거리                    | 대전광역시도 제50호선 (한밭대로) 동대전로                 | 대전광역시    | 동구                |               |
| (산림조합중앙회)              | 송촌남로 비래서로                                         | 대전광역시    | 대덕구              |               |
| (비래치안센터)                | 비래동로23번길 동춘당로3번길 동춘당로15번길               | 대전광역시    | 대덕구              |               |
| 대전 나들목                   | 경부고속도로                                              | 대전광역시    | 대덕구              |               |

## 주요 건물 및 시설

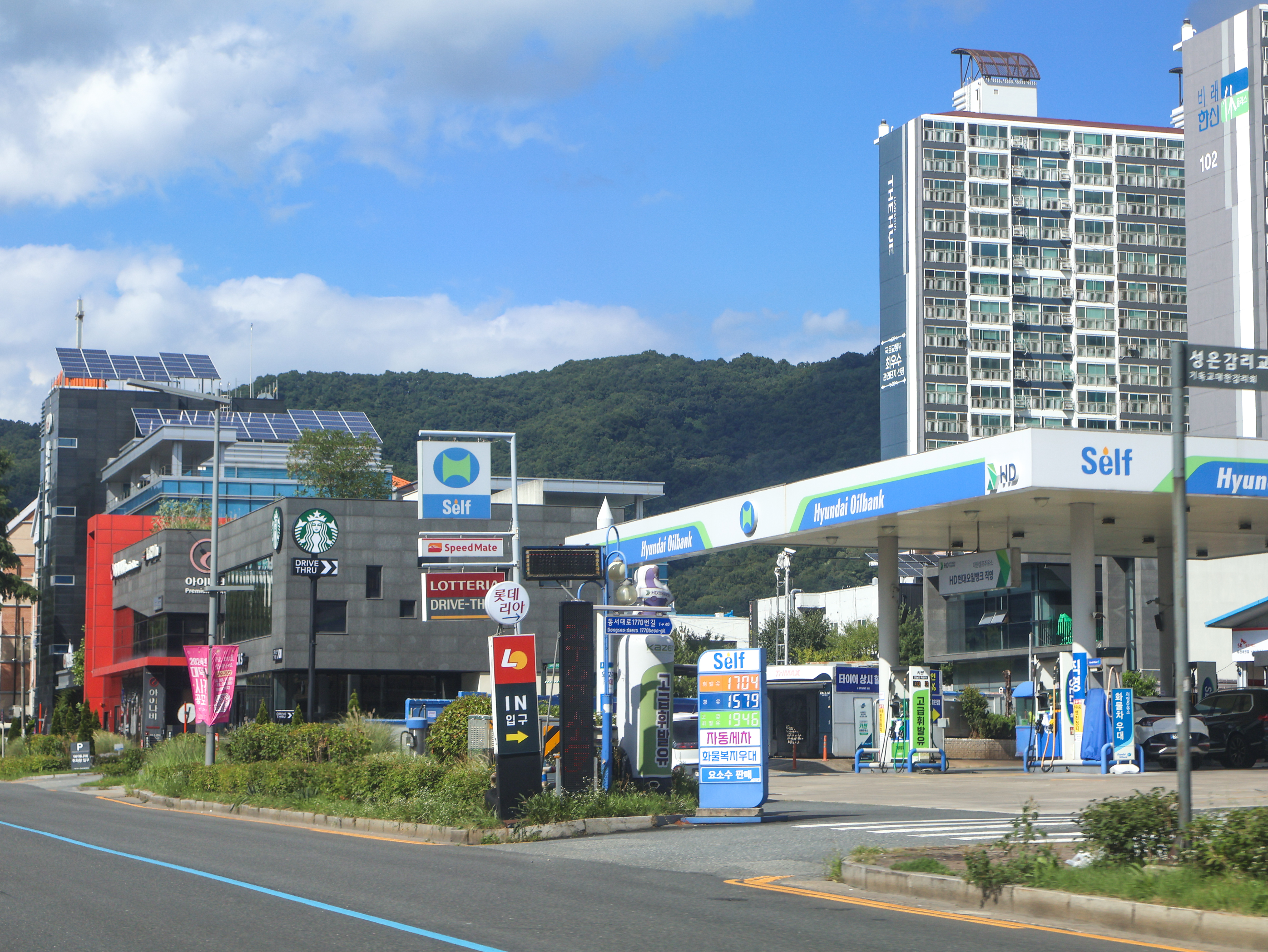
스타벅스 대전IC DT점과 현대오일뱅크 대원셀프주유소 (2024년 7월)

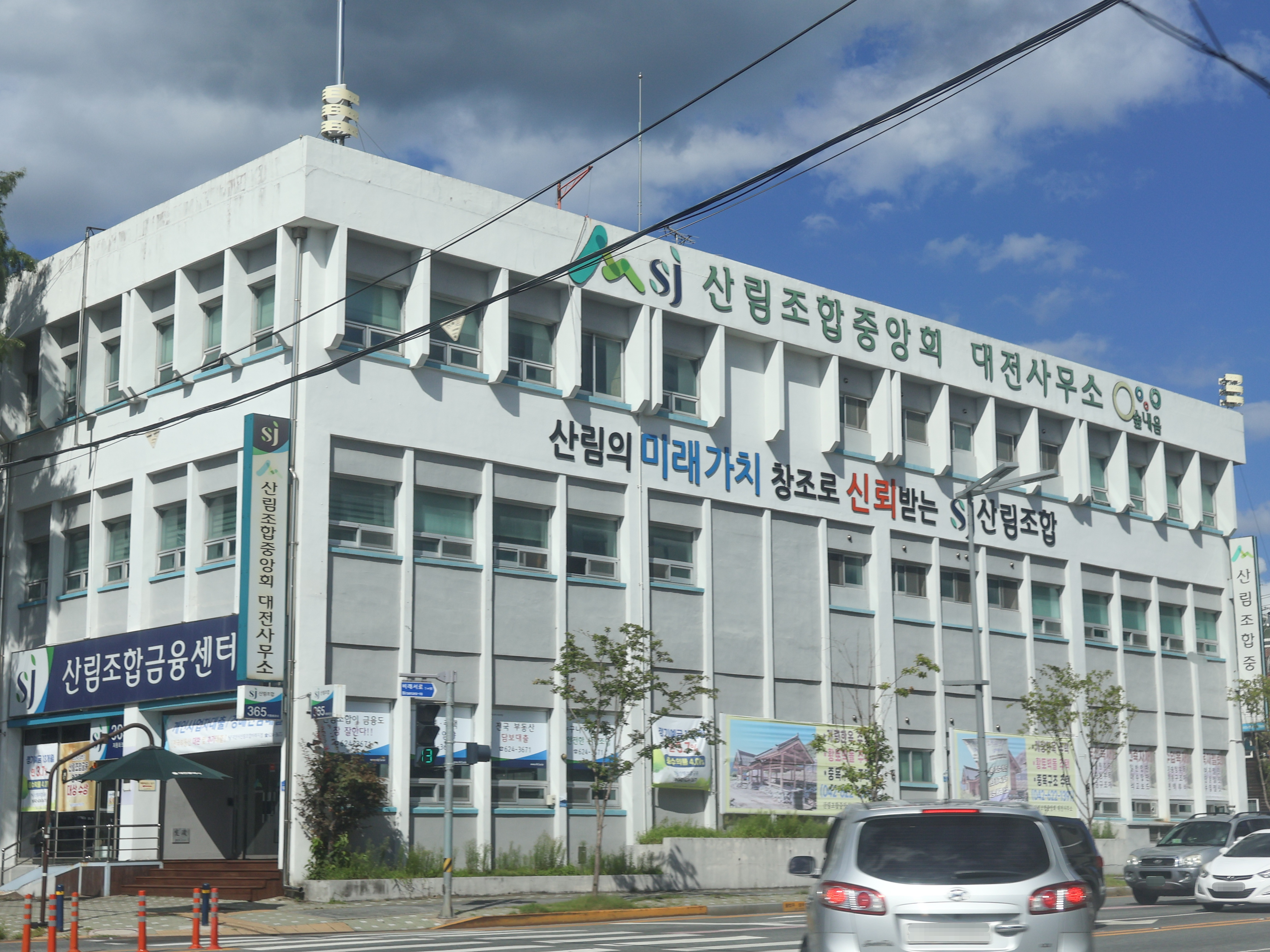
산림조합중앙회 대전사무소

- 신용협동조합중앙연수원 (대전광역시 유성구 동서대로 49)
- 삼성화재 유성연수원 (대전광역시 유성구 동서대로 98-39)
- 한밭대학교 (대전광역시 유성구 동서대로 125)
- 도로교통공단 대전세종충남지부 (대전광역시 유성구 동서대로 621)
- 라도무스아트센터 (대전광역시 유성구 동서대로 639)
- 태평1동행정복지센터 (대전광역시 중구 동서대로 1234)
- 태평119안전센터 (대전광역시 중구 동서대로 1235)
- 대전학생교육문화원 (대전광역시 중구 동서대로 1360)
- 충남여자중학교 (대전광역시 중구 동서대로 1368)
- 목동신협 (대전광역시 중구 동서대로 1383)
- 대전목동우체국 (대전광역시 중구 동서대로 1411)
- 국민건강보험공단 대전동부지사 (대전광역시 동구 동서대로 1495)
- 대전동서초등학교 (대전광역시 동구 동서대로 1522)
- 대전한국병원 (대전광역시 동구 동서대로 1672)
- 대전복합터미널 (대전광역시 동구 동서대로 1689)
- 산림조합 대전사무소 (대전광역시 대덕구 동서대로 1800)
- 대전대덕경찰서 비래치안센터 (대전광역시 대덕구 동서대로 1819)
- 한국도로공사 대전영업소, 한국도로공사 대전지사 (대전광역시 대덕구 동서대로 1855)